# Ascotis fortunata
Ascotis fortunata is een vlinder uit de familie spanners (Geometridae). De wetenschappelijke naam is voor het eerst geldig gepubliceerd in 1887 door Blachier.
De soort komt voor in Europa.